# Acido mugineico
L'acido mugineico è un fitosideroforo presente nelle graminacee. Lega il ferro allo stato di ossidazione +3 (FeIII).